# بی‌ای‌پی آنتوفاگاستا (اس‌اس-۳۲)
بی‌ای‌پی آنتوفاگاستا (اس‌اس-۳۲) (به انگلیسی: BAP Antofagasta (SS-32)) یک زیردریایی است که طول آن 55.9 m می‌باشد. این زیردریایی در سال ۱۹۷۹ ساخته شد.